# William Beebe
Charles William Beebe, född den 29 juli 1877, död den 4 juni 1962, var amerikansk naturvetare, ornitolog, marinbiolog, entomolog, upptäcktsresande och författare. Han var mest känd för sina djuphavsundersökningar med den av honom konstruerade batysfären, en dykarklocka med vilken han 1934 gjorde en nedstigning till nästan 1 000 m djup i Atlanten. Förutom vetenskapliga arbeten om fåglar och fiskar har Beebe givit ut ett stort antal populärvetenskapliga skrifter, varav flera översatts till svenska.

## Biografi
Beebe föddes i Brooklyn, New York, och växte upp i East Orange, New Jersey. Han lämnade sina studier innan han fått sin examen för att arbeta med den då nyöppnaden New York Zoological Park, där han fick ansvar för att sköta om parkens fåglar. Hans erfarenheter från detta arbete och senare en rad kortare eller längre expeditioner gav honom underlag för utgivning av en stor mängd både populärvetenskapliga och akademiska skrifter. A Monograph of the Pheasants publicerades i fyra volymer åren 1918 till 1922.
Under sina expeditioner utvecklade Beebe efter hand ett intresse för marinbiologi, som slutlige ledde till hans dykningar med batysfären utanför Bermudas kust år 1930, tillsammans med batysfärens uppfinnare Otis Barton. Detta var första gången en biolog observerade djuphavsdjur i deras naturliga miljö och satte samtidigt flera rekord för de djupaste dykningarna människor gjort.
Efter dykningarna återvände Beebe till tropikerna och koncentrerade sig på studier av insekters beteenden. År 1949 grundade han en tropisk forskningsstation på Trinidad, kallad Simla och fortfarande i drift som en del av Asa Wright Nature Centre. Beebe fortsatte att arbeta vid Simla fram till sin död i lunginflammation 1962.
Beebe är sedd som en av grundarna av forskningsfältet ekologi, liksom en av 1900-talets främsta förespråkare för naturens bevarande. 